# Pseudopamera nitidula
Pseudopamera nitidula är en insektsart som först beskrevs av Philip Reese Uhler 1893.  Pseudopamera nitidula ingår i släktet Pseudopamera och familjen Rhyparochromidae. Inga underarter finns listade i Catalogue of Life.